# Budynek starej plebanii w Chełmsku Śląskim
Budynek starej plebanii – znajdujący się w powiecie kamiennogórskim, w Chełmsku Śląskim.
Mieści się przy ul. Kościelnej 5. Stara plebania (dawna szkoła parafialna) została wzniesiona w 1575 r., w stylu renesansowym na planie prostokąta, murowana, ustawiona kalenicowo, dwukondygnacyjna, z dekoracyjnym szczytem, pokryta dekoracją sgraffitową z lat 20. XVII w., przebudowana około 1730 r. Sgraffita w formie pasów boni przekątniowych, fryzów plecionkowych, przestylizowanych motywów floralnych odkryte w trakcie prac konserwatorskich w 1934 i wtedy też częściowo zrekonstruowane przez wrocławskiego malarza Schneidera.